# Наречена (фільм, 1985)
«Наречена» (англ. The Bride) — фільм жахів 1985 року режисера Френка Роддама за мотивами роману Франкенштайн, або Сучасний Прометей. У головних ролях: Стінг, Дженніфер Білз, Кленсі Браун і Джеральдін Пейдж.

## Синопсис
Барон Чарльзч Франкенштейн створює жінку Єву, а його оригінальний монстр — який, як вважають, був убитий у лабораторній аварії — тікає в сільську місцевість.

## У ролях
| Актор            | Роль                      |
| ---------------- | ------------------------- |
| Стінг            | барон Чарльз Франкенштейн |
| Дженніфер Білз   | Єва                       |
| Кленсі Браун     | Віктор                    |
| Джеральдін Пейдж | місіс Бауман              |
| Девід Раппапорт  | Рінальдо                  |
| Ентоні Хіггінс   | Клерваль                  |
| Верушка          | графиня                   |
| Кері Елвес       | капітан Йозеф Шоден       |
| Тімоті Сполл     | Паулюс                    |

## Виробництво
Знімання «Нареченої» розпочали 6 червня 1984 року в Шеппертоні, Англія. Деякі сцени знімали у Франції та в садах Бомарцо в Італії. Знімання завершили у грудні 1984 року.

## Випуск
Columbia Pictures випустила фільм у Північній Америці 16 серпня 1985 року, у Великій Британії — 1 листопада 1985 року.
Фільм вийшов на DVD завдяки компанії Columbia TriStar Home Entertainment у 2001 році.

## Зовнішні посилання
- The Bride на сайті IMDb (англ.)
- The Bride на сайті AllMovie (англ.)
- The Bride на сайті Rotten Tomatoes (англ.)